# Илия Солунски
Илия (на гръцки: Ηλίας, Илияс) е православен духовник, солунски архиепископ от VI век и светец.

## Биография
Илия играе активна роля в църковните събития, които довеждат до Петия вселенски събор, който се провежда от 5 май до 2 юни 553 г. в Константинопол. Въпреки това той не участва в събора и е представен от титулярен епископ, който се подписва като представител. Илия заема архиепископската катедра в Солун и е споменат като солунски архиепископ в 553 година.
Илия е споменат като участник в Петия вселенски събор от Герман I Константинополски. Предполага се, че ако това не е грешка, отбелязването му се стреми да подчертае активната му роля по свикването на събора.
Православната църква чества паметта му на 25 юли.